# Vilémov (powiat Děčín)
Vilémov – gmina w Czechach, w powiecie Děčín, w kraju usteckim.
1 stycznia 2017 gminę zamieszkiwało 913 osób, a ich średni wiek wynosił 44,3 roku.